# جيفري جوردن
جيفري جوردن (18 نوفمبر 1988 - ) (بالإنجليزية: Jeffrey Jordan)‏ هو لاعب كرة سلة أمريكي في مركز هجوم خلفي. لعب مع إلينوي فايتينغ إليني ‏.